# تپه قلعه سینار
تپه قلعه سینار مربوط به سده‌های میانه و متاخر دوران‌های تاریخی پس از اسلام است و در شهرستان ماهنشان، بخش ماهنشان، دهستان ماهنشان، ۵ کیلومتری شمال روستای ینگجه واقع شده و این اثر در تاریخ ۱۵ دی ۱۳۸۷ با شمارهٔ ثبت ۲۴۰۶۴ به‌عنوان یکی از آثار ملی ایران به ثبت رسیده است.